# Husum Mølleå
Husum Mølleå (også Husum Å eller på tysk Husumer Mühlenau) er en å i det nordlige Tyskland, der har sit udspring cirka 14 kilometer øst for Husum ved Øster Ørsted. Herfra løber åen mod vest til byhavnen i Husum, hvor den krydses af en lille fodgængerbro og en større kombineret vej- og jernbaneklapbro. På det sidste stykke før mundingen i Nordsøen passerer åen et sø-spærreværk, som beskytter Husum mod stormfloder. I vadehavet fortsætter åen som søgat (Gammel Hever).
- Wikimedia Commons har flere filer relateret til Husum Mølleå

54°28′32.33″N 9°0′47.71″Ø / 54.4756472°N 9.0132528°Ø